# Beuzevillette
Beuzevillette és un municipi francès situat al departament del Sena Marítim i a la regió de Normandia. L'any 2007 tenia 705 habitants.

## Demografia

### Població
El 2007 la població de fet de Beuzevillette era de 705 persones. Hi havia 254 famílies de les quals 36 eren unipersonals (8 homes vivint sols i 28 dones vivint soles), 83 parelles sense fills, 111 parelles amb fills i 24 famílies monoparentals amb fills.
La població ha evolucionat segons el següent gràfic:
Habitants censats

### Habitatges
El 2007 hi havia 262 habitatges, 255 eren l'habitatge principal de la família, 4 eren segones residències i 2 estaven desocupats. 253 eren cases i 8 eren apartaments. Dels 255 habitatges principals, 222 estaven ocupats pels seus propietaris, 33 estaven llogats i ocupats pels llogaters i 1 estava cedit a títol gratuït; 7 tenien dues cambres, 33 en tenien tres, 89 en tenien quatre i 127 en tenien cinc o més. 209 habitatges disposaven pel capbaix d'una plaça de pàrquing. A 96 habitatges hi havia un automòbil i a 149 n'hi havia dos o més.

### Piràmide de població
La piràmide de població per edats i sexe el 2009 era:
| Homes | Edats   | Dones |
| ----- | ------- | ----- |
| 0     | 95 o +  | 0     |
| 0     | 90 a 94 | 0     |
| 0     | 85 a 89 | 4     |
| 0     | 80 a 84 | 0     |
| 12    | 75 a 79 | 4     |
| 8     | 70 a 74 | 16    |
| 24    | 65 a 69 | 12    |
| 4     | 60 a 64 | 24    |
| 44    | 55 a 59 | 24    |
| 36    | 50 a 54 | 28    |
| 12    | 45 a 49 | 20    |
| 24    | 40 a 44 | 8     |
| 20    | 35 a 39 | 24    |
| 28    | 30 a 34 | 32    |
| 4     | 25 a 29 | 24    |
| 36    | 20 a 24 | 4     |
| 16    | 15 a 19 | 40    |
| 20    | 10 a 14 | 24    |
| 16    | 5 a 9   | 8     |
| 4     | 0 a 4   | 28    |

## Economia
El 2007 la població en edat de treballar era de 469 persones, 323 eren actives i 146 eren inactives. De les 323 persones actives 292 estaven ocupades (161 homes i 131 dones) i 32 estaven aturades (9 homes i 23 dones). De les 146 persones inactives 60 estaven jubilades, 37 estaven estudiant i 49 estaven classificades com a «altres inactius».

### Ingressos
El 2009 a Beuzevillette hi havia 255 unitats fiscals que integraven 710,5 persones, la mediana anual d'ingressos fiscals per persona era de 17.784 €.

### Activitats econòmiques
Dels 11 establiments que hi havia el 2007, 3 eren d'empreses alimentàries, 1 d'una empresa de construcció, 3 d'empreses de comerç i reparació d'automòbils, 1 d'una empresa immobiliària, 2 d'empreses de serveis i 1 d'una empresa classificada com a «altres activitats de serveis».
L'únic servei als particulars que hi havia el 2009 era un electricista.
Els 3 establiments comercials que hi havia el 2009 eren fleques.
L'any 2000 a Beuzevillette hi havia 12 explotacions agrícoles que ocupaven un total de 496 hectàrees.

## Equipaments sanitaris i escolars
El 2009 hi havia una escola elemental.

## Poblacions més properes
El següent diagrama mostra les poblacions més properes.